# Longi Green Energy Technology
Longi Green Energy Technology Co. Ltd. (kinesisk: 隆基绿能科技股份有限公司) er en kinesisk fotovoltaikvirksomhed, der er baseret i Xi'an, Shaanxi. De producerer solceller og udvikler solcelleprojekter.
Longis solceller er baserede på monokrystallinske silicium wafere. 
Virksomheden blev etableret 14. februar 2000 af Li Zhenguo som Xi'an LONGi Silicon Materials Corporation i Xi'an, Shaanxi.
I 2014 overtog de Lerri Solar Technology Co., Ltd.